# Philadelphus gattingeri
Philadelphus gattingeri är en hortensiaväxtart som beskrevs av Shiu Ying Hu. Philadelphus gattingeri ingår i släktet schersminer, och familjen hortensiaväxter. Inga underarter finns listade i Catalogue of Life.